# American Ninja
American Ninja (conocida en el mercado hispanoparlante como El guerrero americano o Ninja americano) es una película de acción de 1985 producida por Menahem Golan y Yoram Globus. Fue dirigida por Sam Firstenberg y protagonizada por Michael Dudikoff y Steve James. 

## Trama
Joe Armstrong se encuentra en una base militar norteamericana tras habérsele presentado tras un juicio dos opciones: alistarse en las Fuerzas Especiales o ir a prisión. 
Cada convoy que sale con armamento de la base es atacado repetidamente en emboscadas por ninjas de la zona que están al mando de un equipo paramilitar de un líder y traficante de armas, Victor Ortega, el cual planea hecer su venta al mejor postor.
Su lugarteniente es un ninja llamado "Estrella Negra" quien maneja un campo de entrenamiento de soldados al servicio de Ortega. Tras haber salvado a Patricia, la hija del coronel, en una de las emboscadas, Joe hará uso de sus conocimientos de artes marciales aprendidas de un maestro ninja en su infancia para, junto con sus nuevos compañeros del ejército, entre ellos el cabo Curtis Jackson, escapar de las trampas para retenerle y así poder destapar la trama que hay dentro del ejército.

## Reparto
| Actor             | Personaje                        |
| ----------------- | -------------------------------- |
| Michael Dudikoff  | Private Joe Armstrong            |
| Steve James       | Cabo Curtis Jackson              |
| Judie Aronson     | Patricia Hickock                 |
| Guich Koock       | Cnel. William T. Hickock         |
| John Fujioka      | Shinyuki                         |
| Don Stewart       | Victor Ortega                    |
| John LaMotta      | MSG Rinaldo (como John La Motta) |
| Tadashi Yamashita | Black Star Ninja                 |
| Phil Brock        | Private Charley Madison          |
| Richard Norton    | MP                               |

## Producción
Desde que Menahem Golan compró con su socio YoramGlobus la productora Cannon, ellos decidieron hacer películas de ninjas, ya que les apasionaba. De esa manera ellos decidieron hacer esta película, que fue la cuarta que hicieron en su pasión al respecto.
Al principio se pensó en dar a Chuck Norris el papel del protagonista, pero al final el papel fue dado a Michael Dudikoff. Una vez arreglado el reparto, se rodó entonces la película en Filipinas. El film iba a llamarse originalmente «Guerrero Americano» (American Warrior) pero decidió cambiarse a «Ninja Americano» (American Ninja) antes de su lanzamiento.

## Recepción
La película tuvo unos ingresos totales en Estados Unidos de $10 499 694 dólares. Como se hizo el filme con un bajo presupuesto, los ingresos la convirtieron por ello en un éxito de taquilla inesperado. Por eso se hicieron de ella varias secuelas.
También hay que destacar que la película hizo que saltase a la fama al protagonista Michael Dudikoff. Aun así hay que añadir que fue criticada por los expertos en artes marciales, ya que en su opinión reflejaba mal a las artes marciales en general.